# Ángel Cal
Ángel Manuel Cal Shaban (nacido el 25 de julio de 1956)es un magistrado uruguayo, quien se desempeña como ministro del Tribunal de lo Contencioso Administrativo desde julio de 2024.

## Primeros años
Cumplió tareas como funcionario administrativo judicial a partir de junio de 1981.
Paralelamente a ello, cursó estudios en la Facultad de Derecho de la Universidad de la República, donde se graduó como abogado en 1985.

## Juez de Paz en el interior
En febrero de 1987 inició su carrera judicial al ser designado Juez de Paz de la novena sección judicial del departamento de Lavalleja, en tanto que en diciembre del mismo año pasó a ocupar el cargo de Juez de Paz Departamental de Cerro Largo con sede en Melo.

## Juez Letrado en el interior
En mayo de 1989 fue ascendido al cargo de Juez Letrado de Cerro Largo de Segundo Turno,y en octubre del mismo año fue trasladado al Juzgado Letrado de Pando de Segundo Turno.

## Juez Letrado en la capital
En noviembre de 1989 ascendió a cumplir funciones como Juez Letrado en Montevideo, inicialmente como Juez Letrado de Familia de 29° Turno.
Un año después, en noviembre de 1990, pasó a ocupar la titularidad del Juzgado Letrado en lo Penal de Séptimo Turno, y por último, en junio de 1996 fue designado Juez Letrado en lo Civil de 13° Turno, cargo en que permaneció durante casi una década.

## Tribunal de Apelaciones
En octubre de 2005 recibió un nuevo ascenso al ser nombrado integrante del Tribunal de Apelaciones en lo Penal de Primer Turno.
En abril de 2011, al crearse el Tribunal de Apelaciones en lo Penal de Cuarto Turno, Cal fue designado para integrar el mismo,en el que permanecería durante trece años.

## Tribunal de lo Contencioso Administrativo
El 16 de julio de 2024 la Asamblea General lo eligió, por votación unánime de 91 legisladores, como miembro del Tribunal de lo Contencioso Administrativo, para cubrir la vacante generada dos meses antes por el fallecimiento de Luis Simón.Prestó juramento el mismo día.